# Єрьоменко Анатолій Михайлович
Анатолій Михайлович Єрьоменко (рос. Анатолий Михайлович Ерёменко; 6 січня 1965, Хорошавка, РРФСР — 31 липня 2023, Україна) — російський письменник і військовик, старший прапорщик ЗС РФ. Герой Російської Федерації.

## Біографія
Народився в родині колгоспників. В 1980 році закінчив Хорошавську восьмирічну школу, в 1982 році — Красивську середню школу. Протягом чотирьох місяців працював механізатором в колгоспі «Перемога» Інжавінського району. З жовтня 1982 по січень 1983 року навчався в автошколі ДТСААФ в Розсказово, після чого протягом двох місяців працював слюсарем в колгоспі «Перемога».
В квітні 1893 року призваний на строкову службу в радянську армію. З червня 1983 року брав участь у війні в Афганістані, механік-водій, потім — командир взводу. В травні 1985 року звільнений в запас. В тому ж році вступив на біологічний факультет Московського державного університету, проте після загибелі друга в Афганістані вирішив повернутися в армію і в листопаді подав заяву на виключення з університету. Після повернення додому звернувся у військкомат, після чого рік пропрацював у колгоспі «Перемога», чекаючи на виклик в школу прапорщиків. З грудня 1986 по травень 1987 року — курсант школи прапорщиків, яку закінчив з відзнакою і здобув спеціальність начальника тренажеру протитанкової керованої ракети. В квітні 1987 року вступив в КПРС. Прослуживши 2 місяці старшиною батареї, в липні 1987 року вирушив в Афганістан, командир гарантометно-кулеметного взводу 201-ї мотострілецької дивізії. Перебував в Афганістані до завершення виводу радянських військ в лютому 1989 року.
В 1989/92 роках — інструктор райкому КПРС з комсомольської роботи. В 1992 році заснував селянсько-фермерське товариство «Єрьоменко» в Іжванінському районі, яке очолював протягом понад 10 років, займався вирощуванням зернових.
З 1989 року займався літературною діяльністю. В 2001-2003 роках опублікував кілька збірників прози і ліричних віршів під псевдонімом Олександр Скіф.
В листопаді 2003 року вирішив повернутися в армію, підписав контракт і був зарахований в 16-ту окрему бригаду спеціального призначення. Учасник Другої чеченської війни та анексії Криму, заступник командира розвідувальної групи спеціального призначення своєї бригади. Під час служби повернувся до літературної творчості, в 2010/15 роках опублікував ряд творів (гостросюжетна військова проза) під псевдонімом Анатолій Гончар. В лютому 2018 року вийшов на пенсію. З 16 квітня 2019 року — член Спілки письменників Росії, автор понад 20 прозових творів.
Під час російського вторгнення в Україну в листопаді 2022 року знову підписав контракт і повернувся в свою бригаду. З грудня 2022 року знаходився на передовій, командир розвідувальної групи своєї бригади. Загинув у бою. Похований на Полинківському цвинтарі Тамбова.

## Нагороди
Отримав численні нагороди, серед яких:
- Орден Червоної Зірки
- Медаль «За відвагу»
- Медаль «За бойові заслуги»
- Медаль «70 років Збройних Сил СРСР»
- Знак поранення
- Медаль «Воїну-інтернаціоналісту від вдячного афганського народу» (Демократична Республіка Афганістан)
- Переможець всеросійського літературного конкурсу «Твої, Росіє, сини!»
- Премія «На славу Вітчизни»
- Національна премія літературного конкурсу «Щит і меч Вітчизни»
- Медаль ордена «За заслуги перед Вітчизною» 2-го і 1-го ступеня з мечами
- Медаль «За відзнаку у військовій службі» 3-го, 2-го і 1-го ступеня (20 років)
- Медаль «За повернення Криму»
- Медаль «За участь у військовому параді в День Перемоги»
- Звання «Герой Російської Федерації» (2024, посмертно) — «за мужність і героїзм, проявлені під час виконання військового обов'язку.» 23 лютого 2024 року медаль «Золота зірка» була передана рідним Єрьоменка головою Тамбовської області Максимом Єгоровим.
- Почесний громадянин Інжавінського муніципального округу (серпень 2024, посмертно)

## Вшанування пам'яті
- 17 лютого 2024 року в Красивській середній школі була встановлена меморіальна парта, 25 травня 2024 року — меморіальна дошка.
- 23 лютого 2024 року на Алеї Героїв 16-ї окремої бригади спецпризначення був встановлений пам'ятний знак.